# Puscifer
I Puscifer sono un progetto parallelo rock alternativo statunitense fondato da Maynard James Keenan, il frontman dei Tool e degli A Perfect Circle, nel 2006 a Cornville, Arizona.
Lo pseudonimo Puscifer fu originariamente utilizzato da Keenan in un'apparizione televisiva nel 1995 nello show comico HBO Mr. Show.

## Formazione
Attuale
- Maynard James Keenan – voce
- Carina Round – voce, tastiera, chitarra, percussioni
- Mat Mitchell – chitarra, sintetizzatore

Turnisti
- Greg Edwards – basso
- Gunnar Olsen – batteria
- Sarah Jones – batteria

Ex turnisti
- Matt McJunkins – basso ("V" is for Vagina, C is for, Conditions of My Parole, Donkey Punch the Night)
- Jeff Friedl – batteria ("V" is for Vagina, C is for, Conditions of My Parole, Donkey Punch the Night, Money Shot)
- Tim Alexander – batteria ("V" is for Vagina, C is for)
- Juliette Commagere – voce ("V" is for Vagina, C is for)
- Johnny Polonski – chitarra ("V" is for Vagina, C is for)
- Gil Sharone – batteria ("V" is for Vagina, C is for)
- Rani Sharone – basso, chitarra baritona ("V" is for Vagina, C is for)
- Josh Eustis – tastiere (Conditions of My Parole, Donkey Punch the Night)
- Paul Barker – basso (Money Shot)
- Mahsa Zargaran – tastiera, campionatore, chitarra, cori (Money Shot)

## Discografia

### Album in studio
- 2007 – "V" Is for Vagina
- 2011 – Conditions of My Parole
- 2015 – Money Shot
- 2020 – Existential Reckoning

### Album di remix
- 2008 – "V" Is for Viagra. The Remixes
- 2008 – "D" Is for Dubby - The Lustmord Dub Mixes
- 2010 – Sound into Blood into Wine
- 2013 – All Re-Mixed Up
- 2016 – Money Shot Your Re-Load
- 2023 – Existential Reckoning: Rewired

### Album dal vivo
- 2013 – What Is...
- 2013 – 8-Ball Bail Bonds - The Berger Barns Live in Phoenix
- 2021 – Billy D and the Hall of Feathered Serpents
- 2021 – Live at Arcosanti
- 2022 – Parole Violator
- 2022 – V Is for Versatile
- 2023 – Global Probing
- 2024 – Cinquanta (con A Perfect Circle e Failure)
- 2025 – Sessanta Live (con A Perfect Circle e Primus)